# Mienia (dopływ Świdra)
Mienia – rzeka na Mazowszu o długości około 40 km. Powierzchnia zlewni wynosi około 280 km². Jej źródła znajdują się niedaleko Kałuszyna. Przepływa przez tereny powiatu mińskiego i otwockiego. Największy dopływ (prawy) – Srebrna, mniejszym (lewym) jest struga Jędrzejnica. Na rzece w okolicach Dębego Wielkiego znajdują się stawy rybne, we wsi Ruda. Ostatni odcinek od mostu na drodze krajowej numer 17 do ujścia do Świdra jest rezerwatem przyrody. Na tym odcinku rzeka płynie głębokim korytem w lesie. Nazwa rzeki jest prawdopodobnie pochodzenia celtyckiego. Przypuszczalnie od nazwy rzeki powstała nazwa dawnej osady nad Srebrną – Mensko (dzisiejszy Mińsk Mazowiecki). Obecnie Srebrna wpada do Mieni w miejscowości Podrudzie, będąc rzeką podobnej wielkości.
Górny odcinek rzeki Mieni, płynący od wsi Mienia przez miasto Cegłów w kierunku wsi Leonów otrzymał 14 lutego 1968 nazwę Mienica.